# ZAZ (canal de televisión)
ZAZ fue un canal de televisión por suscripción mexicano especializado en programación infantil y juvenil. Su programación incluyó series animadas, series de acción real, películas familiares y en sus últimos años anime. 
Fue propiedad de MVS Comunicaciones, con sede en la Ciudad de México. Comenzó transmisiones en octubre de 1991 en México, y en 1996 en el resto de Latinoamérica.
El canal cesó sus transmisiones el 31 de julio de 2012 sin un reemplazo oficial, por lo que su lugar fue tomado por otras señales según el proveedor.

## Historia
Cuando el canal inició en 1991, se convirtió en el tercer canal de cable infantil de Latinoamérica (después de los argentinos Cablín y The Big Channel), y originalmente presentaba caricaturas de prácticamente todos los tiempos, incluyendo la transmisión a principios de los 90 de series de Nickelodeon. Únicamente se veía en México a través de la plataforma MMDS MVS Multivisión.
En su inicio en 1991, ZAZ transmitía programación infantil, principalmente caricaturas, de origen estadounidense, canadiense, francés e inglés tanto clásicas como contemporáneas. Inicialmente se destacó por emitir series de la barra Fox Kids, como El mundo de Bobby, El ataque de los tomates asesinos, Zazoo, Piggsburg Pigs!, Peter Pan y los piratas, entre otras. Un año más tarde ampliaría sus contenidos con programas de Nickelodeon y la productora franco-canadiense, CINAR. 
Eventualmente, se perdió la programación de Fox Kids al aparecer Fox Latin American Network, por lo que continuó con programación de Nickelodeon y obtuvo contratos con las compañías canadienses Nelvana y Alliance (ReBoot, La Odisea) y las estadounidenses DIC (con programas como Wishkid y The Adventures of Super Mario Bros. 3) y Warner Bros (Alf, Kung Fu, Growing Pains). Emulando a Nickelodeon, en 1992, ZAZ comenzó a emitir después de las 8 de la noche y hasta las 6 de la mañana del siguiente día, una barra con comedias de situación, dramas y películas, utilizando en gran parte su asociación con Warner Bros.
El contrato con Nickelodeon también terminaría años más tarde en 1995 al lanzar la versión latina del canal, mismo que posteriormente también le arrebataría la programación de Nelvana. Sin embargo, desde el comienzo, el canal adquirió también muchas series de varias productoras de alrededor del mundo con lo que se pudo ir compensando muy bien la pérdida de programación. Algunas de las series entre 1993 y 2003 fueron La Chica del Futuro (de Australia), Los Pingüinos Revoltosos/Avenger Penguins (Inglaterra), Highlander, La serie animada (Francia), Maple Town (Japón), Barney y sus amigos, Arturo, La Casa de Wimzie y Caillou. También se difundieron exitosas series de habla hispana por primera vez en México, tales como: Farmacia de Guardia de Antena 3 de España; de Argentina como: Chiquititas y Mi Familia es un Dibujo de Telefe y entre otras. Uno de sus programas más exitosos durante la segunda mitad de los noventa fue el programa de inglés de videojuegos Cybernet, originalmente llamado Gameswatch, el cual siguió al aire hasta marzo del 2011 aunque en algunos períodos, este programa se cambió al canal MAS, también de MVS Multivisión.
En 1996, gracias a un contrato con DirecTV se expandió a toda Latinoamérica. Durante este tiempo el canal se autodenomina como un canal sin violencia.
El 4 de agosto de 2003 el canal cambia de logo y nombre a ZAZ Moviepark y se cambia el contenido para orientarlo más a películas familiares y menos a series, las cuales ocupaban un espacio reducido. Inclusive la revista Selecciones del Reader's Digest tenía su propio segmento de películas patrocinado el cual se llamaba Al Cine Con Selecciones donde igualmente se emitían películas de distintos tipos siendo algunas producciones independientes su carta fuerte.
El 7 de abril de 2008, luego de varios años sin presentar nuevos programas, comienza una renovación del canal con el estreno de la telenovela argentina Rebelde Way y un cambio de imagen en que el nombre pasó a ser nuevamente ZAZ, con el que cambia su perfil a uno orientado hacia un público preadolescente o «tween».
El 4 de enero de 2009, el cambio de perfil se hace oficial, para orientarse a un público juvenil con el estreno de series anime Kiba y Eyeshield 21, a las cuales se le sumaron, Deltora Quest, Yu-Gi-Oh! 5D's e Idaten Jump, las series occidentales Huntik y Rollbots, y la serie japonesa Ryukendo.
En el mes de febrero de 2010 cambia su imagen nuevamente, adoptando nuevos promocionales y un nuevo eslogan: ZAZ, más cool, como tú.
Ese mismo año, se estrenaron las series anime Super Once y Kenichi. En los días finales del Mundial de Fútbol Sudáfrica 2010 estrenaron los dos primeros episodios de la tercera temporada de Super Once (el episodio 53 el sábado 10 de julio y el episodio 54 el domingo 11 de julio).
El 23 de agosto se estrena ZAZ Sensei, un noticiero transmitido entre los cortes comerciales donde se habla del mundo del anime, noticias, convenciones y cosas relacionadas de interés para el público juvenil. Dicho noticiero se deja de emitir a mediados de 2011.
El 25 de septiembre sale Rebelde Way de la programación y el 27 se estrenó Lalala!, primer programa musical del canal donde hay entrevistas con artistas y de cómo ser un buen músico.

### Fin de transmisiones
Debido a los bajos índices de audiencia y a la gradual pérdida de programación así como el ser retirado de muchos sistemas de TV de paga tanto en México como en el resto de Latinoamérica, el canal fue retirado del aire el martes 31 de julio de 2012, siendo Ryukendo su último programa emitido, al terminar se mostró el video musical de la canción Tears Dry on Their Own de Amy Winehouse, y en punto de las 12:00 a. m. del miércoles 1 de agosto de 2012 solo se mostró el logo de MVS Televisión, dando fin a más de 20 años de transmisiones en México (16 en Latinoamérica).
MVS no inició un canal nuevo nombrado en reemplazo de ZAZ, la señal de este simplemente salió del aire y los sistemas de cable la reemplazaron con Exa TV o algún otro canal en su lugar.